# Goffredo III di Lovanio
Goffredo III di Lovanio (1142 – 10 agosto 1190) fu Langravio del Brabante, conte di Lovanio e Bruxelles, Margravio di Anversa e Duca della Bassa Lorena (Lotaringia) (come Goffredo VIII) dal 1142 alla sua morte.

## Origine
Secondo la Genealogia Ducum Brabantiæ Heredum Franciæ, Goffredo era figlio del Langravio del Brabante, conte di Lovanio e Bruxelles, Margravio di Anversa e Duca della Bassa Lorena (Lotaringia), Goffredo II e della moglie Luitgarda di Sulzbach, che ancora secondo la Genealogia Ducum Brabantiæ Heredum Franciæ, era figlia di Berengario I di Sulzbach e della sua seconda moglie, Adelaide di Wolfratshausen.
Goffredo II di Lovanio, secondo la Genealogia Ducum Brabantiæ Heredum Franciæ, era figlio del Langravio del Brabante, conte di Lovanio e Bruxelles, Margravio di Anversa e Duca della Bassa Lorena (Lotaringia), Goffredo detto il Barbuto e della prima moglie Ida di Chiny (secondo la Chronica Albrici Monachi Trium Fontium era la prima moglie di Goffredo I -comitissa Lovaniensis que comiti Lovanii peperit primum Godefridum comitem-, citandola come sorella del vescovo di Liegi, Albéron (Adalberone) de Namur -episcopus Albero Leodiensis-) ( † tra il 1117 e il 1125), figlia del conte di Chiny, Ottone II e della moglie (ancora la Chronica Albrici Monachi Trium Fontium ci conferma il matrimonio tra Ottone -comes Otto de Cisneio- ed Adelaide di Namur -Alaide sorore comitis Godefridi Namucensis-) Adelaide di Namur (sempre la Chronica Albrici Monachi Trium Fontium definisce Ida e il fratello Albéron discedendenti dal casato di Namur - de prosapia Namucensi); la parentela tra Ida e Albéron (che era stato anche arcidiacono a Metz) viene confermata anche dal Rodulfi, Gesta Abbatem Trudonensium liber XII che cita Adalberone come zio materno del figlio del conte di Lovanio (Adalbero Metensium primicerius, filiorum Lovaniensis domini avunculus).

## Biografia
Egli era ancora infante quando dovette succedere al padre (fu detto infatti dux in cunis); gli Annales Parchenses ci riferiscono che Goffredo aveva circa un anno (Godefridus unius anni puer) per cui molti vassalli del Brabante pensarono di poter facilmente scalzare il fanciullo dal trono e rendersi indipendenti dal duca, come ci confermano i Trophées tant sacrés que profanes du duché de Brabant (Guerre di Grimbergen, 1141-1159, come descritte dalla Chronique des ducs de Brabant, Volume 2).
Il 30 marzo 1147, Goffredo era presente all'incoronazione a re dei Romani, ad Aquisgrana, di Enrico Berengario, figlio di Corrado III di Svevia, che partiva per la seconda crociata. Quando Corrado aveva lasciato la Crociata, la guerra scoppiò nuovamente nel 1148. La pace in Germania fu raggiunta solo dopo l'elezione del successore di Corrado, Federico Barbarossa.
Goffredo (Godefridus dux), col matrimonio con Margherita (sororem ducis de Lemburg), figlia di Enrico II di Limburgo, che, secondo la Chronique des ducs de Brabant, Volume 2, portò alla pace tra le due famiglie, unendo così i poteri delle due casate più potenti e antagoniste della regione.
Nel 1159 Goffredo mise fine alla guerra con i Berthout, signori di Grimbergen, bruciando il loro castello di Grimbergen.
Nel 1166, secondo gli Annales Blandinienses, Goffredo (Godefridus dux Lovaniensis), assieme al conte Filippo I di Fiandra (Philippus comes Flandriae) e il di lui fratello, Conte di Boulogne, Matteo di Lorena (Matheus frater eius Boloniensis comes), prese parte ad una spedizione contro il conte d'Olanda (adversus comitem Ollandia), Fiorenzo III.
Nel 1171, Goffredo fu in guerra con l'Hainaut, ma venne sconfitto. Nel 1179, diede in sposa al figlio Enrico la nipote di Filippo d'Alsazia, Conte delle Fiandre.
Tra il 1182 e il 1184 Goffredo si unì alla crociata di Gerusalemme; secondo il Gestorum Abbatem Trudonensium Continuatio Tertia II, fu nel 1183. Nel frattempo, Barbarossa garantì ad Enrico il titolo di Duca "Brabante".
Nel 1185, secondo il documento nº 494 del Niederrheins Urkundenbuch, Band I, Goffredo (Godefridus dux Lotharingie) alla presenza dei figli Enrico (Heinrico milite) e Alberto (Alberto clerico), restituì una proprietà alla chiesa di Aquisgrana.
Goffredo (Godefridus dux Lotharingie) morì nel 1190, come ci riportano gli Annales Blandinienses, il 10 agosto, secondo i Trophées tant sacrés que profanes du duché de Brabant (anche la Chronique des ducs de Brabant, Volume 2 conferma questa data). Venne sepolto nella Chiesa di San Pietro di Lovanio, accanto alla prima moglie Margherita.
Il titolo ducale venne trasmesso al figlio primogenito, Enrico (come ci conferma la Chroniques des ducs de Brabant, composées par Adrian de Barland) tramite la Dieta di Schwäbisch Hall (settembre 1190).
Egli aveva aumentato l'estensione dei propri domini costruendo la fortezza di Nedelaer (presso Vilvoorde).

## Matrimonio e discendenza
Goffredo sposò, in prime nozze, nel 1155 (come riportano sia gli Annales Parchenses, che i Trophées tant sacrés que profanes du duché de Brabant), Margherita di Limburgo, che sempre secondo i Trophées tant sacrés que profanes du duché de Brabant, era figlia di Enrico II, Duca di Limburgo, Margherita mori prima del marito e fu sepolta nella Chiesa di San Pietro di Lovanio.
Goffredo da Margherita ebbe due figli:
- Enrico[19] (1165 – 5 settembre 1235), Duca del Brabante e di Lorena[23], ricordato anche come duca di Lotaringia[27]
- Alberto[19] (1166 – 24 Nov 1192), vescovo di Liegi[28], assassinato a Reims, come ci riporta la Sigeberti Continuatio Aquicinctina[29].

Dopo essere rimasto vedovo, nel 1172, Goffredo, come ci conferma la Chronique des ducs de Brabant, Volume 2, si sposò, in seconde nozze, con Imagina di Loon (Ymaynam nomine), figlia di Luigi I, conte di Loon (filiam comitis Lossensis); il matrimonio viene confermato anche dal Gestorum Abbatem Trudonensium Continuatio Secunda IV. Dopo la morte del marito, Imagina, nel 1203, divenne badessa al monastero di Bilzen, come ci viene confermato dal Extraict du livre des obituaires de l´abbaye d´Everbode (non consultato).
Goffredo da Imagina ebbe due figli:
- Guglielmo[15] ( † dopo il 1224), signore di Perwez en Ruysbroek[15]
- Goffredo ( † 1226 circa), che dal 1196 visse in Inghilterra e sposò Alice erede della contea di Hastings[25].

## Ascendenza
|                                   |                         |                        | Genitori           |  |  | Nonni |  |  | Bisnonni             |  |  | Trisnonni              |  |
|                                   |                         |                        |                    |  |  |       |  |  | Enrico II di Lovanio |  |  | Lamberto II di Lovanio |  |
|                                   |                         |                        |                    |  |  |       |  |  | Enrico II di Lovanio |  |  | Lamberto II di Lovanio |  |
|                                   |                         | Oda di Verdun          |                    |  |  |       |  |  | Enrico II di Lovanio |  |  |                        |  |
| Goffredo I di Lovanio             |                         |                        |                    |  |  |       |  |  | Enrico II di Lovanio |  |  |                        |  |
|                                   |                         | Adelaide di Betuwe     | Everardo di Betuwe |  |  |       |  |  |                      |  |  |                        |  |
|                                   |                         | Adelaide di Betuwe     | Everardo di Betuwe |  |  |       |  |  |                      |  |  |                        |  |
|                                   |                         | Adelaide di Betuwe     | …                  |  |  |       |  |  |                      |  |  |                        |  |
| Goffredo II di Lovanio            |                         | Adelaide di Betuwe     |                    |  |  |       |  |  |                      |  |  |                        |  |
|                                   |                         | Ottone II di Chiny     | …                  |  |  |       |  |  |                      |  |  |                        |  |
|                                   |                         | Ottone II di Chiny     | …                  |  |  |       |  |  |                      |  |  |                        |  |
|                                   |                         | Ottone II di Chiny     | …                  |  |  |       |  |  |                      |  |  |                        |  |
| Ida di Chiny                      |                         | Ottone II di Chiny     |                    |  |  |       |  |  |                      |  |  |                        |  |
|                                   |                         | Adelaide di Namur      | …                  |  |  |       |  |  |                      |  |  |                        |  |
|                                   |                         | Adelaide di Namur      | …                  |  |  |       |  |  |                      |  |  |                        |  |
|                                   |                         | Adelaide di Namur      | …                  |  |  |       |  |  |                      |  |  |                        |  |
| Goffredo III di Lovanio           |                         | Adelaide di Namur      |                    |  |  |       |  |  |                      |  |  |                        |  |
|                                   | Gebeardo II di Sulzbach | Gebeardo I di Sulzbach |                    |  |  |       |  |  |                      |  |  |                        |  |
|                                   | Gebeardo II di Sulzbach | Gebeardo I di Sulzbach |                    |  |  |       |  |  |                      |  |  |                        |  |
|                                   | Gebeardo II di Sulzbach | …                      |                    |  |  |       |  |  |                      |  |  |                        |  |
| Berengario II di Sulzbach         | Gebeardo II di Sulzbach |                        |                    |  |  |       |  |  |                      |  |  |                        |  |
|                                   |                         | Irmgarda di Roth       | …                  |  |  |       |  |  |                      |  |  |                        |  |
|                                   |                         | Irmgarda di Roth       | …                  |  |  |       |  |  |                      |  |  |                        |  |
|                                   |                         | Irmgarda di Roth       | …                  |  |  |       |  |  |                      |  |  |                        |  |
| Luitgarda di Sulzbach             |                         | Irmgarda di Roth       |                    |  |  |       |  |  |                      |  |  |                        |  |
|                                   |                         | …                      | …                  |  |  |       |  |  |                      |  |  |                        |  |
|                                   |                         | …                      | …                  |  |  |       |  |  |                      |  |  |                        |  |
|                                   |                         | …                      | …                  |  |  |       |  |  |                      |  |  |                        |  |
| Adelaide di Dießen-Wolfratshausen |                         | …                      |                    |  |  |       |  |  |                      |  |  |                        |  |
|                                   |                         | …                      | …                  |  |  |       |  |  |                      |  |  |                        |  |
|                                   |                         | …                      | …                  |  |  |       |  |  |                      |  |  |                        |  |
|                                   |                         | …                      | …                  |  |  |       |  |  |                      |  |  |                        |  |
|                                   |                         | …                      |                    |  |  |       |  |  |                      |  |  |                        |  |

### Letteratura storiografica
- (FR)  Trophées tant sacrés que profanes du duché de Brabant.
- (FR)  Chroniques des ducs de Brabant, composées par Adrian de Barland.
- Ugo Balzani, L'Italia tra il 1125 e il 1152, cap. XXIII, vol. IV (La riforma della chiesa e la lotta fra papi e imperatori) della Storia del Mondo Medievale, 1999, pp. 801–822;
- Austin Lane Poole, Federico Barbarossa e la Germania, cap. XXVI, vol. IV (La riforma della chiesa e la lotta fra papi e imperatori) della Storia del Mondo Medievale, 1999, pp. 823–858.